# لعتآيت (أولاد مسعود الزراولة)
لعتآيت هو دُوَّار يقع بجماعة زاوية سايس، إقليم الجديدة، جهة الدار البيضاء سطات في المملكة المغربية. ينتمي الدوّار لمشيخة أولاد مسعود الزراولة التي تضم 16 دوار. يقدر عدد سكانه بـ 313 نسمة حسب الإحصاء الرسمي للسكان والسكنى لسنة 2004.

## روابط خارجية
- البوابة الوطنية للجماعات الترابية نسخة محفوظة 12 مارس 2018 على موقع واي باك مشين.
- المندوبية السامية للتخطيط